# Kathryn Joosten
Pour les articles homonymes, voir Joosten.
Kathryn Joosten, née Kathryn Rausch le 20 décembre 1939 à Chicago dans l'Illinois (États-Unis), et morte le 2 juin 2012 à Westlake Village, en Californie, est une actrice américaine.

## Biographie
Elle est surtout connue pour avoir interprété Delores Landingham, secrétaire de Josiah Bartlet, dans la série À la Maison-Blanche. Elle suit des cours de théâtre à Chicago avant de déménager à Hollywood où elle obtient des rôles dans des séries comme Papa bricole, Un drôle de shérif, Murphy Brown, Urgences, Seinfeld, Frasier, Voilà !, Ally McBeal, Buffy contre les vampires, Dharma & Greg et Le Drew Carey Show.
En 1999, elle obtient le rôle très convoité de Delores Landingham, secrétaire du président Bartlet dans la série À la Maison-Blanche, rôle qu'elle joua pendant deux saisons, avant la mort de son personnage dans un accident de la route, en 2001. Néanmoins, elle reviendra deux fois dans la série au travers de flashbacks.
Ce dernier rôle lui permit d'obtenir des rôles à la télévision dans des séries comme Scrubs, Spin City, X-Files : Aux frontières du réel, Amy, Monk, Charmed, Will & Grace, Grey's Anatomy, Gilmore Girls, Malcolm, Earl, et elle incarna Dieu dans Le Monde de Joan. En outre, elle a joué dans la série Monk, plus précisément dans l'épisode intitulé « Monk face au tueur endormi ». Elle a également joué le rôle de son ancienne baby sitter interviewée Neysa Gordon dans l’épisode « La 100eme enquête de Monk » Saison 7 Épisode 7. Joosten joue également le rôle de Karen McCluskey, dans la série Desperate Housewives, interprétation grâce à laquelle elle gagna deux Emmy Awards. Elle joue également dans le film Serial noceurs, avec Vince Vaughn et Owen Wilson.

### Décès
Kathryn Joosten meurt des suites d'un cancer du poumon le 2 juin 2012, à l'âge de 72 ans. Elle luttait contre son cancer depuis 2001 et avait été déclarée guérie en 2010. Vingt jours plus tôt, Karen McCluskey, son personnage dans la série Desperate Housewives, mourait d’un cancer du poumon dans le dernier épisode de la série.

## Filmographie

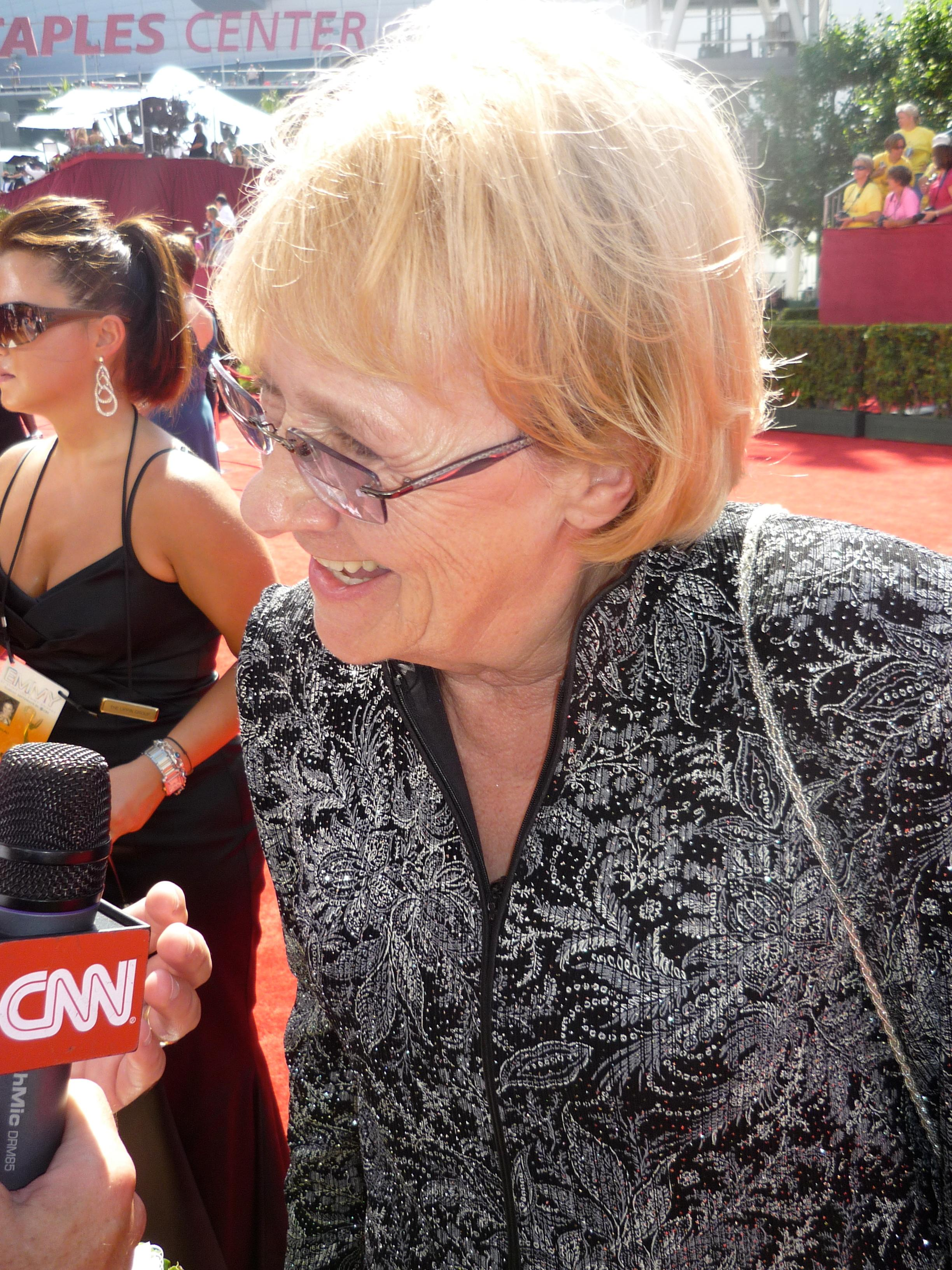
Kathryn Joosten aux Primetime Emmy Awards 2009.

- 1984 : Grandview, U.S.A. : Madame Clark
- 1985 : Lady Blue (TV) : Margo
- 1989 : Opération Crépuscule (The Package) : Serveuse
- 1995 : La Vie de famille : Vérificatrice de l'épicerie (saison 6, épisode 20)
- 1995 : Pointman : Lois (saison 1, épisode 13)
- 1995 : The Stranger Beside Me (TV) : Juge
- 1995 : Un drôle de shérif : Serveuse (saison 4, épisode 2)
- 1995 : Chicago Hope : La Vie à tout prix : Femme de ménage (saison 2, épisode 3)
- 1995 : Une maman formidable : Ida Reilly (saison 3, épisode 6)
- 1996 : Troisième planète après le Soleil : Madame de la cafétéria (saison 1, épisode 5)
- 1996 : The Making of a Hollywood Madam (TV) : Madame Oshotz
- 1996 : Urgences : Lois (saison 2, épisode 18)
- 1996 : Roseanne : Carol, femme au cours de danse / Femme au supermarché (saison 8, épisode 12 & 22)
- 1996 : Murphy Brown : Secrétaire #83 (saison 9, épisode 7)
- 1996 : Boston Common : Madame Schuster (saison 2, épisode 7)
- 1997 : Seinfeld : Betsy (saison 8, épisode 11)
- 1997 : Life with Roger : Madame Mitchell (saison 1, épisode 19)
- 1997 : Frasier : Vera (saison 4, épisode 17)
- 1997 : Profiler : Morganna Styles (saison 1, épisode 20)
- 1997 : Men Behaving Badly : Vendeuse (saison 1, épisode 19)
- 1997 : New York Police Blues : Madame Prows (saison 4, épisode 21)
- 1997 : Best Men : Edie
- 1997 : Une Nounou d'enfer : infirmière (saison 05, épisode 20)
- 1998 : Phoenix : Esther
- 1999 : Y a-t-il un parrain pour sauver la mafia ? (Kiss Toledo Goodbye) : Wheelchair Lady
- 1999-2001 : À la Maison-Blanche (TV) : Delores Landingham
- 2000 : Hellraiser 5 (Hellraiser: Inferno) (vidéo) : Mother
- 2000 : Buffy contre les vampires (TV) Saison 4 - épisode 18 : Genevive Holt
- 2001-2010 :Scrubs : Mme Tanner
- 2002 : Lehi's Wife : Ida Smith
- 2002 : Cojones : Old Lady
- 2002 : X-Files (TV) : Agent Edie Boal
- 2003 : Highway to Oblivion (TV) : Nancy
- 2003 : Charmed (TV) : la femme du vieux magicien (monde de Paige)
- 2003 : Le Monde de Joan : Dieu
- 2003 : Wasabi Tuna (en) de Lee Friedlander : Erma
- 2003 : Red Roses and Petrol : Nurse
- 2003 : Un père Noël au grand cœur (Secret Santa) (TV) : Winifred
- 2003 : Monk - Saison 2 - épisode 7 : Stempel
- 2004-2012 : Desperate Housewives (TV) : Karen McCluskey
- 2004 : Gilmore Girls - Saison 5, Épisode 3 : la tenante du restaurant
- 2004 : Breaking Dawn : Neighbor
- 2005 : Grey's Anatomy - Saison 1 - épisode 5 : Mrs. Drake
- 2004 : Combustion (TV) : Miss Knight
- 2005 : McBride: It's Murder, Madam (TV) : Judge Broderick
- 2005 : Otage (Hostage) : Louise
- 2005 : Taking Your Life : Helen
- 2005 : Fathers and Sons (TV) : Gene's Mom
- 2005 : Earl (My name is Earl) - Saison 1, épisode 2 : la mère de Donny
- 2005 : Malcolm - Saison 7 - épisode 9 : Claire
- 2005 : Serial noceurs (Wedding Crashers) : Chazz's Mom
- 2005 : Breadwinners (TV) : Phyllis
- 2005 : Halfway Decent : Bonnie's Mom
- 2005 : Treize à la douzaine 2 (Cheaper by the Dozen 2) : Theatre Patron
- 2006 : Intellectual Property : Nurse
- 2006 : The TV Set
- 2006: La Vie de palace de Zack et Cody : Grand-mère Marilyn (saison 2, épisode 10)
- 2007 : The Closer : L.A. enquêtes prioritaires : Saison 3, épisode 5 (Mort suspecte) : Janet Townsend
- 2008 : Earl (My Name Is Earl) - Saison 3 - épisode 21 : la mère de Donny
- 2008 : Histoires enchantées : Mrs. Dixon
- 2008 : Monk - Saison 7 - épisode 7 : Neysa Gordon
- 2009 : Alvin et les Chipmunks 2 : Tante Jackie
- 2011 : Mega Python vs. Gatoroid : Angie
- 2012 : Mentalist - Saison 4 - épisode 14 : Gloria Williams

## Distinctions
- 2005 : Emmy Award (Outstanding Guest Actress in a Comedy Series) avec Desperate Housewives
- 2005 : Character and Morality in Entertainment Awards avec Secret Santa
- 2008 : Emmy Award (Outstanding Guest Actress in a Comedy Series) avec Desperate Housewives